# Convergência estratégica
A convergência estratégica é aqui considerada como a resposta competitiva das empresas nos mercados globais, nomeadamente no que se refere à convergência tecnológica. 

Convergência de Soluções Móveis

O grande incentivo para esse movimento de convergência baseou-se na quantidade de intersecções entre os dados da Ciência da Computação, as aplicações e os sistemas de telecomunicações (ETH, 2005). Designou-se por convergência de redes a interoperabilidade entre redes numa mesma infra-estrutura baseada em protocolos (Internetworking Technology Handbook), permitindo a convergência de serviços e de terminais.
A convergência entre os sectores da informática, das telecomunicações e do audiovisual, assentes numa diversidade de tecnologias e de mercados, explica, em certa medida, o domínio de estratégias de aliança entre empresas e/ou o modelo de aquisição ou fusão entre estas, marcada pelo imperativo da inovação.
Actualmente, as soluções móveis empresariais são um dos mais atraentes segmentos do mercado. Todavia, a terceira geração de sistemas de comunicações móveis 3G, abre novas possibilidades de aplicações e de serviços através da Internet, em convergência com os standards de Bluetooth, WAP, Wi-Fi e Wireless, apostando em sectores como, por exemplo, o m-learning, o m-business ou o m-commerce (Mobile Commerce (M-Commerce): Strategies, Technologies and Applications). 
Contudo, esta aposta assenta, ainda, num processo de convergência em que os fornecedores de serviços investem em soluções baseadas nas restrições existentes nas redes móveis, combinadas com serviços baseados na Internet. O risco deste tipo de soluções para as empresas verificar-se-á no futuro, se este tipo de redes se fundir numa única infra-estrutura (ETH, 2005), obrigando a uma reformulação de processos.

## Estratégia competitiva
O objectivo da estratégia competitiva para uma unidade de negócio, definida por Michael Porter uma década atrás, é encontrar uma posição no sector onde a empresa possa melhor defender-se contra as forças competitivas ou possa influenciá-las a seu favor.
Na sua análise estrutural da indústria e nos entraves para uma entrada no mercado global, considera que as empresas podem ser capazes de obter economias de escala, se forem capazes de partilhar funções ou operações. Os benefícios da partilha são particularmente potentes se existirem custos conjuntos.
Uma situação comum ocorre quando os custos das unidades empresariais podem partilhar activos intangíveis como marcas e know-how. O custo da criação de um activo intangível só carece de ser suportado uma vez, podendo ser aplicado a outras empresas, sujeitando-se apenas a eventuais custos de adaptação ou modificação.  Estas situações em que os activos intangíveis são partilhados podem conduzir a economias fortes.

### Competitividade e inovação
A relação entre a competitividade e a inovação, designada por vantagem competitiva, deve partir da capacidade de criar e, em seguida, comercializar novos produtos e processos.
Embora os investimentos em investigação e desenvolvimento (I&D) sejam realizados em todos os países, um número reduzido de localizações geográficas tendem a dominar o processo de inovação mundial, em sectores específicos e áreas tecnológicas. 
De 1970 até finais dos anos de 1980, os Estados Unidos e a Suíça mantiveram um número de patentes internacionais superiores a todas as outras economias. A taxa de crescimento de patentes internacionais tem variado dramaticamente nos países da OCDE. Os países escandinavos, o Japão e as economias emergentes da Ásia Oriental têm registado um aumento acentuado.
Estas variações entre a inovação e a localização dependem das empresas e do sector privado, que se constituem como motores da inovação. Porém, as actividades inovadoras das empresas dentro de um país são fortemente influenciadas pela política nacional, bem como a presença e a vitalidade das instituições públicas. Por outras palavras, a inovação depende da intensidade de interacção entre o sector privado, as estratégias políticas e as instituições do sector público.
Os clusters reflectem relações económicas importantes na inovação, ao estabelecerem-se em determinadas áreas geográficas. A presença dentro de um cluster industrial oferece vantagens potenciais para as empresas, uma vez que proporcionam a compreensão e a oportunidade para a inovação. São igualmente importantes a flexibilidade e a capacidade dos clusters em agir rapidamente e transformar ideias em novas realidades.
Sobre estes aspectos consulte o European Cluster Observatory, o programa Europe INNOVA[ligação inativa] e em particular sobre a convergência tecnológica das tecnologias móveis, consulte mClusters.

## Ligações Externas
- Iniciativa Convergência e Regulação - Recomendações de actuação estratégica
- Portal do Governo - Telecom e media: convergência e regulação